# Ribeirão do Limoeiro
Der Ribeirão do Limoeiro ist ein etwa 19 km langer linker Nebenfluss des Rio Tibaji im Norden des brasilianischen Bundesstaats Paraná.

## Etymologie
Limoeiro bedeutet auf Deutsch Zitronenbaum. Zusammen mit Córrego = Bach handelt es sich somit um den Zitronenbaumbach.

## Geografie

### Lage
Das Einzugsgebiet des Ribeirão do Limoeiro befindet sich auf dem Terceiro Planalto Paranaense (Dritte oder Guarapuava-Hochebene von Paraná).

### Verlauf
Sein Quellgebiet liegt im Munizip Londrina auf 545 m Meereshöhe. Er entspringt in einem kleinen Park am Flughafen in der Nähe der Rua José Hélio Luppi.
Der Fluss verläuft in östlicher Richtung. Nach etwa 6 km erreicht er die Grenze zum Munizip Ibiporã, die er bis zu seiner Mündung bestimmt. Er mündet auf 356 m Höhe von links in den Rio Tibaji. Er ist etwa 19 km lang.

### Munizipien im Einzugsgebiet
Am Ribeirão do Limoeiro liegen die zwei Munizipien Londrina und Ibiporã.